# بيتر ماكدونالد (سياسي)
بيتر ماكدونالد هو سياسي كندي، ولد في 14 أغسطس 1835، وتوفي في 24 مارس 1923. حزبياً، نشط في الحزب الليبرالي الكندي. وقد انتخب عضو مجلس العموم الكندي.